# Ліві Кумаки
Ліві Кума́ки (рос. Левые Кумаки) — село у складі Нерчинського району Забайкальського краю, Росія. Входить до складу Кумакинського сільського поселення.

## Населення
Населення — 273 особи (2010; 327 у 2002).
Національний склад (станом на 2002 рік):
- росіяни — 93 %